# Akyar-Talsperre
Die Akyar-Talsperre (türkisch Akyar Barajı) befindet sich 10 km nordnordwestlich der Stadt Kızılcahamam, 70 km nordwestlich der türkischen Hauptstadt Ankara in der gleichnamigen Provinz.
Die Akyar-Talsperre wurde in den Jahren 1993–1999 zur Trinkwasserversorgung des Ballungsraums Ankara am Bulak Çayı, dem linken Quellfluss des Kirmir Çayı, errichtet.
Das Absperrbauwerk ist ein Kies-Schüttdamm mit Lehmkern. 
Die Dammhöhe über Talsohle beträgt 71 m (andere Quellen geben eine Höhe von 85 m an). 
Das Dammvolumen beträgt 2,925 Mio. m³.  
Der Stausee bedeckt bei Normalstau eine Fläche von 1,9 km². 
Das Speichervolumen liegt bei 56 Mio. m³.